# Manuel Lucena Giraldo
Manuel Lucena Giraldo (nacido en Madrid en 1961) es un historiador, con doctorado en Historia de América, investigador del CSIC, con categoría de investigador científico del OPIS (Organismos Públicos de Investigación), dentro del grupo de Estudios Comparados del Caribe y Mundo Atlántico.

## Carrera académica
Ha sido profesor visitante en las universidades de Harvard y Tufts, el Instituto Ortega y Gasset, lecturer en la universidad de Stanford, investigador visitante en el Instituto Venezolano de Investigaciones Científicas, la Pontificia Universidad Javeriana de Bogotá, el Colegio de México, la Universidad de Londres y el St Antony's College de la Universidad de Oxford. 
Es miembro de la Academia Colombiana de Historia. Ha publicado en la Revista de Occidente, así como en el suplemento cultural del periódico ABC. Desempeñó el cargo de agregado de Educación de la Embajada de España en Colombia.